# リチャード・イングリング・ジュニア
リチャード・L・イングリング・ジュニア（Richard L. Yuengling Jr、1937年ないし1938年 - ）は、アメリカ合衆国の富豪、実業家で、ペンシルベニア州ポッツビルのブルワリー（ビール醸造所）であるイングリング社の唯一のオーナーで社長。

## 経歴
イングリングは、まだ高校生だった1958年からイングリング社で働き始めた。
1973年、事業への投資と規模の拡大を父親に聞き入れられなかったため、イングリングはいったん会社を離れた。イングリングはビールの卸売業の会社を買収し、パブスト・ブルーリボンのブランドやローリング・ロックを扱い、この仕事を11年間続けた
イングリングは、創業以来このブルワリーを経営する一家の第5世代であり、1985年に父親から株式全額を買い取り、会社の株式を100%所有している。2016年版のフォーブス400では、361位になっており、正味資産は19億ドルとされた。

## 私生活
イングリングは、離婚しているが、娘が4人おり、ペンシルベニア州ポッツビルに住んでいる。4人の娘たちは、いずれもイングリング社で働いている。2016年の大統領選挙に際し、イングリングはドナルド・トランプを支援した。